# Incendie de 2018 au marché Dantokpa
Pour un article plus général, voir Incendies au marché Dantokpa.
L'Incendie de 2018 au marché Dantokpa a lieu le lundi 16 avril 2018 détruisant la zone du secteur du marché céréalière sans perte en vies humaines. C'est le deuxième incendie qu'a connu le marché Dantokpa après celui d'octobre 2015 qui a fait plus de dégâts et qui lui aussi n'a pas enregistré de pertes en vie humaines.

## Déroulement et bilan
Dans la matinée du lundi 26 avril 2018, les flammes de l'incendie détruisant toute la zone du secteur des céréales de 4000 mètres carrés de superficie ont été repéré par un pompier au centre de secours du marché à 4h du matin,. Même s'il n’y a pas eu de pertes en vies humaines, il est a déploré la destruction d'une cinquantaine de magasins de stockage dont des tas de sacs de maïs et de haricots consumés et des amas de tôle calcinée.
Des vendeuses tentent en vain avec leur faible moyen d'éteindre le feu avec de l’eau dans des seaux de fortune. 
Finalement, 60 hommes et 7 engins pompes sont déployés pour venir à bout de l'incendie. Informé, le préfet du Littoral s’est aussitôt rendu sur les lieux pour mieux diriger les opérations de secours. 

## Réactions
Sur instructions du chef de l’État, une délégation conduite par le ministre de la décentralisation, le ministre du Cadre de vie, le maire de la ville de Cotonou et le Directeur de la Sogema est descendue sur les lieux pour constater les dégâts de cet incendie dont les causes ne sont pas connues,.